# I Am (álbum de Scout Niblett)
I Am es el segundo álbum de estudio de la cantautora Scout Niblett, lanzado el 2 de septiembre de 2003 por Secretly Canadian Records. El álbum fue producido por Steve Albini.

## Lista de canciones
Todas las canciones fueron escritas por Scout Niblett
Todas las canciones escritas y compuestas por Scout Niblett. 
| N.º | Título                            | Duración |  |
| 1.  | «Miss in Love With Her Own Fate»  | 3:09     |  |
| 2.  | «No-Ones Wrong (Giricocola)»      | 4:24     |  |
| 3.  | «In Love»                         | 1:47     |  |
| 4.  | «Until Death»                     | 5:23     |  |
| 5.  | «Fire Flies»                      | 3:33     |  |
| 6.  | «I'll Be a Prince (Shhh)»         | 3:08     |  |
| 7.  | «Boy»                             | 1:27     |  |
| 8.  | «Texas»                           | 0:38     |  |
| 9.  | «Drummer Boy»                     | 4:38     |  |
| 10. | «12 Miles»                        | 4:34     |  |
| 11. | «Your Beat Kicks Back Like Death» | 3:00     |  |
| 12. | «It's All For You»                | 2:07     |  |
| 13. | «I Am»                            | 1:55     |  |

## Personal
- Scout Niblett - voz, guitarra, batería, ukulele
- Chris Saligoe - guitarra
- Pete Schreiner - batería

Personal técnico 
- Steve Albini - ingeniero